# Pembroke (Málta)
Pembroke Málta egyik helyi tanácsa a nagy sziget északkeleti partján. Lakossága 3036 fő (2008). Nevét Robert Henry Herbert, 12th Earl of Pembroke után kapta, aki a brit hadsereg adminisztrációjáért felelt 1859-ben. Külterülete St. Andrew's.

## Története
A terület első építményei a Jeruzsálemi Szent János Ispotályos Lovagrend nagymestere, Martín de Redín (1657-1660) által építtetett őrtornyok voltak. Brichelot és Bremond 1718-as térképén még csak a tornyok találhatók meg a félszigeten (Ponta Ridica). 1859 és 1862 között a britek néhány barakkot építettek a területen, és Anglia védőszentjéről, Szent Györgyről nevezték el. Később újabb táborok épültek, amelyeket Írország és Skócia védőszentjei után St. Patrick's-nek és St. Andrew's-nak neveztek. Pembroke erődje 1875-1878 között épült a tenger figyelésére és a Victoria Lines védvonal jobb szárnyának őrzésére. 1897-1899 között felépült a Pembroke bástya (Pembroke Battery) lőállás is. Az erődítmények egészen 1979-ig katonai használatban maradtak.
A második világháború alatt német hadifoglyokat őriztek itt, akik kis kápolnát építettek, később itt tartották az anglikán istentiszteleteket is. A britek távozása (1979) után a máltai kormány az üres barakkokból lakóépületeket és egy nyaralóközpontot alakított ki, a környező területeket pedig árusítani kezdte. Az első lakók 1986-ban költöztek be. A város - a kormányzat lakásszerzést megkönnyítő programjának hatására - hirtelen nőtt meg, annyira, hogy 1994-ben önálló helyi tanácsot választhatott. 1998-ban önálló egyházközség lett. A legtöbb máltai várossal ellentétben Pembroke nem rendez festát.

## Önkormányzata
Pembroke-ot öttagú helyi tanács irányítja. A jelenlegi, hetedik tanács 2013 márciusa óta van hivatalban, 3 munkáspárti és 2 nemzeti párti képviselőből áll.
Polgármesterei:
- Joseph Demicoli (független, 1994-1996)
- Gino Cauchi (független, 1996-1999)
- Joseph Zammit (Munkáspárt, 1999-)

## Nevezetességei
- Fort Pembroke: Pembroke erőd, ma iskolaépület
- Madliena Tower: az 1658-ban épült őrtornyok egyike
- Pembroke Barracks: a szép katonai épületeket mára lakóházakká alakították
- Pembroke Battery: 1909 és 1912 között épült. Egy részét a város építésekor lebontották, maradványát tervezik felújítani és múzeummá alakítani
- Óratorony: 1903-ban épült
- Katonai temető: 323, a világháborúkban elesett katona végső nyughelye
- Ħarq Ħamiem-völgy és barlangja: a Malta Environment and Planning Authority (MEPA) környezeti értéke miatt védetté nyilvánította (2008)
- A karsztos vidék több veszélyeztetett fajnak ad otthont (pl. aleppóifenyő, Pinus halepensis)

## Sport
Sportegyesületei:
- Luxol Sports Club
- Atlétika: Pembroke Athleta SC (1962)
- Karate: Pembroke Karate Club
- Kerékpár: BMX Association Pembroke (1988)
- Labdarúgás: Melita Football Club (1932): jelenleg a másodosztályban játszik
Pembroke Athleta Football Club
- Modellezés: Island Radio Model Car Club (rádióirányítású modellek versenye, 1986)
- Tenisz: Pembroke Rackets Tennis Club (1980)

## Közlekedés
Autóval az északkeleti part mentén futó úton elérhető.
Autóbuszjáratai (2011. július 3 után):
- 11 (Valletta-Ċirkewwa)
- 12 (Valletta-Buġibba)
- 113 (Pembroke-San Ġiljan)
- 114 (Pembroke-Swieqi)
- 115 (Pembroke, körjárat Swieqi felé)
- 123 (Pembroke-Mater Dei kórház)

## Testvérvárosai
- Pembroke Dock (Wales, 2002)
- Pembroke Town (Wales, 2002)
- Roccalumera (Olaszország, 2006)